# Cimetière anglais de Naples
Le cimetière anglais (Il Cimitero degli Inglesi, ou plus exactement Il Cimitero acattolico de Santa Maria delle Fede), est situé près de la Piazza Garibaldi, à Naples, en Italie. C’était le lieu de repos définitif de nombreux Suisses, Allemands, Américains, Irlandais, Écossais et Anglais qui vivaient à Naples, passaient dans la ville durant leur Grand Tour ou y séjournaient comme marchands ou marins. 

## Histoire
En 1826, le consul général britannique, sir Henry Lushington, achète un terrain dans les jardins de l'église Santa Maria della Fede pour y établir un cimetière protestant. La plupart des personnes inhumées dans le cimetières sont en effet protestantes, généralement d'origine étrangère et mortes à Naples, mais des personnes appartenant à d'autres religions non catholiques y sont également enterrées.  

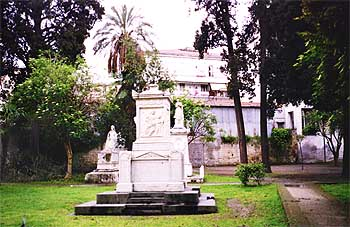
Monument funéraire de la famille Vonwiller. Derrière, à gauche, se trouve le mémorial dédié à Mary Somerville.

Le cimetière est fermé pour les inhumations en 1893, et son entretien est confié au consulat britannique. À la fin des années 1950, le cimetière est restitué à la commune de Naples qui transforme le cimetière en jardin public, tout en conservant certains monuments commémoratifs en souvenir de l'histoire du cimetière et des personnes inhumées. La plupart des autres tombes ont été transférées au cimetière de Poggioreale .

## Personnalités inhumées au cimetière anglais
- Elizabeth Craven (1750-1828), femme de lettres anglaise ;
- Friedrich Dehnhardt (1787-1870), jardinier et botaniste allemand ;
- William Gell (1777-1836), archéologue et voyageur anglais ;
- Dionysius Lardner (1793-1859), encyclopédiste irlandais ;
- Anton Sminck Pitloo (1790-1837), peintre néerlandais ;
- Mary Somerville (1780-1872), mathématicienne et astronome écossaise ;
- David Vonwiller (de) (1794-1856), industriel suisse[5] ;
- Wilhelm Wagner (1843-1880), philologue allemand.